# Radzanów (Mława)
Pour les articles homonymes, voir Radzanów.
Radzanów (prononciation : [raˈd͡zanuf]) est un village polonais de la gmina de Radzanów dans le powiat de Mława de la voïvodie de Mazovie dans le centre-est de la Pologne.
Le village est le siège administratif (chef-lieu) de la gmina appelée gmina de Radzanów.
Il se situe à environ 28 kilomètres au sud-ouest de Mława (siège du powiat) et à 101 kilomètres au nord-ouest de Varsovie (capitale de la Pologne).
Le village compte approximativement une population de 930 habitants.

## Histoire
De 1975 à 1998, le village appartenait administrativement à la voïvodie de Ciechanów.